# Lambert & Stahl
Lambert & Stahl war eine Architektensozietät in Stuttgart, die von dem Schweizer Architekten André Lambert und dem deutschen Architekten Eduard Stahl 1883 gegründet wurde und bis 1912 bestand. Das Architekturbüro plante und realisierte Bauten in Deutschland und in der Schweiz vornehmlich im Baustil des Neobarock und Jugendstil. Über das Architekturbüro und seine Aufträge wurden mehrere Bücher und andere Schriften veröffentlicht. Das Architekturbüro war bei nachfolgenden Bauten maßgeblich beteiligt.

## Erhaltene Bauten bzw. Baudenkmale in Stuttgart (Auswahl)

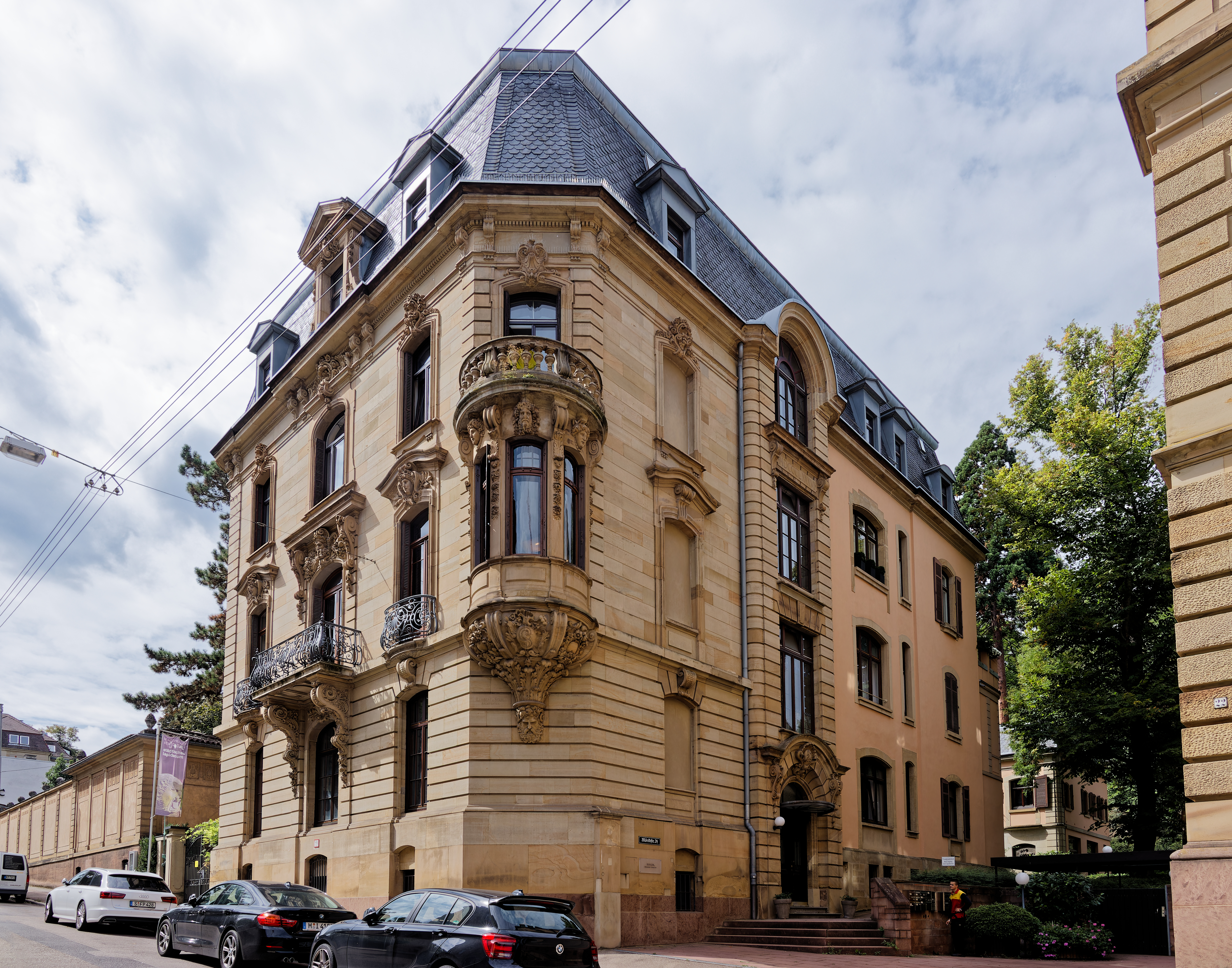
Villa Ostertag-Siegle in der Mörikestraße 24, 1886–1888

- 1886–1888: Villa Ostertag-Siegle, Mörikestraße 24 (Historismus)
- 1888: Wohn- und Geschäftshaus Mörikestraße 22 (Historismus)
- 1891–1892: Wohn- und Geschäftshaus Engelhorn, Silberburgstraße 189 (Historismus)[2]
- 1893: Villa für den Verlagsbuchhändler Adolf Nast (1851–1909) in Degerloch, Nägelstraße 13
- 1893–1895: „Königin-Olga-Bau“
- um 1895: Doppelvilla Hohenzollernstraße 18/20 (Historismus)
- 1895: Villa Hohenzollernstraße 22
- 1895–1896: Villa für die Allgemeine Baugesellschaft Stuttgart, Humboldtstraße 4 (Historismus)
- 1897: Wohnhaus für Eduard Hartmann, Hohenzollernstraße 26 (Historismus, heute Institut für Tiefenpsychologie und Psychotherapie e.V.[3])
- 1898: Villa für Klara Hardt, Hohenzollernstraße 28 (Historismus)
- 1898–1899: Villa Hohenzollernstraße 16 (Historismus)
- 1900: Mehrfamilienwohnhaus mit Ladenlokal, Tübinger Straße 68 (Historismus)
- 1900–1901: Villa Andresen (Andresen-Möller), Hohenzollernstraße 11 (Historismus, Jugendstil, heute „Haus der Diözese Rottenburg-Stuttgart“ / „Stella Maris“[4]
- 1901: Villa für Rechtsanwalt Dr. Hermann Steiner, Panoramastraße 15
- 1901–1902: Villa Fausel, Birkenwaldstraße 97a (1948 wiederaufgebaut)
- 1902: Wohnhaus für Dr. med. Adolf Stein, Urbanstraße 41b
- 1903: Wohn- und Geschäftshaus, Falbenhennenstraße 8/10 (Historismus)
- 1905: Wohnhaus Hölderlinstraße 1 (Historismus)
- 1909: Fabrikgebäude, Dornhaldenstraße 5/7
- 1910–1911: Wohnhaus für Anna Lindenmeyer, Herdweg 74 (Jugendstil)

## Erhaltene Bauten bzw. Baudenkmale in der Schweiz (Auswahl)
- 1892–1894: Bernisches Historisches Museum – Pläne von André Lambert

## Zerstörte oder abgebrochene Bauten (Auswahl)
- 1895 fertiggestellt: Hohenzollernstraße 6 (Historismus)[5]
- 1892/1893: Wohnhaus Hohenzollernstraße 8 (Verkauf oder Vermietung, seit 1901 nachgewiesen im Besitz von Kommerzienrat Artur Faber)

## Zusammenarbeiten (Stuttgart)
- 1907 gemeinsam mit A. Schler:[6] Filderstraße 47, Fotos Neugestaltung des alten Zahnradbahnhofs, (Historismus, Jugendstil)[7]

## Schriften (Auswahl)
- Arbeiter-Wohnungen. Einzelhäuser für eine Familie und Doppelhäuser für zwei und vier Familien in farbiger Darstellung. Konrad Wittwer, Stuttgart o. J. [1891–1892] (= Arbeiter-Wohnungen, Serie IV; Mappenwerk)
- Motive der Deutschen Architektur des XVI., XVII., und XVIII. Jahrhunderts in historischer Anordnung. Zweite Abteilung: Barock und Rokoko 1650-1800. Engelhorn, Stuttgart 1893 (Mappenwerk).
- Die Garten-Architektur. (= Handbuch der Architektur, 4. Teil, 10. Halbband.) Bergsträsser, Stuttgart 1898. / 2. Auflage, 1910; Universitätsbibliothek Düsseldorf
- Architektur von 1750–1850. Ernst Wasmuth Verlag, Berlin 1903 (Mappenwerk); wlb-stuttgart.de
- Moderne Architektur. Ausgeführte städtische Wohngebäude, Geschäfts- und Einfamilienhäuser, Villen mit ihren Nebenbauten : interessante Details und Innenansichten, Holz- und Zierbauten, Grundrisse etc. etc. in farbiger Darstellung. Konrad Wittwer, Stuttgart 1889–1891; ub.uni-stuttgart.de